# Lappajärvi (sjö i Kajanaland)
Lappajärvi är en sjö i Finland. Den ligger i kommunen Sotkamo i landskapet Kajanaland, i den centrala delen av landet, 500 km norr om huvudstaden Helsingfors. Lappajärvi ligger 147 meter över havet. Den är 10,7 meter djup. Arean är 1,01 kvadratkilometer och strandlinjen är 6,12 kilometer lång. Sjön  ingår i Uleälvens huvudavrinningsområde.   I omgivningarna runt Lappajärvi växer i huvudsak blandskog.